# Ignaz Böckenhoff

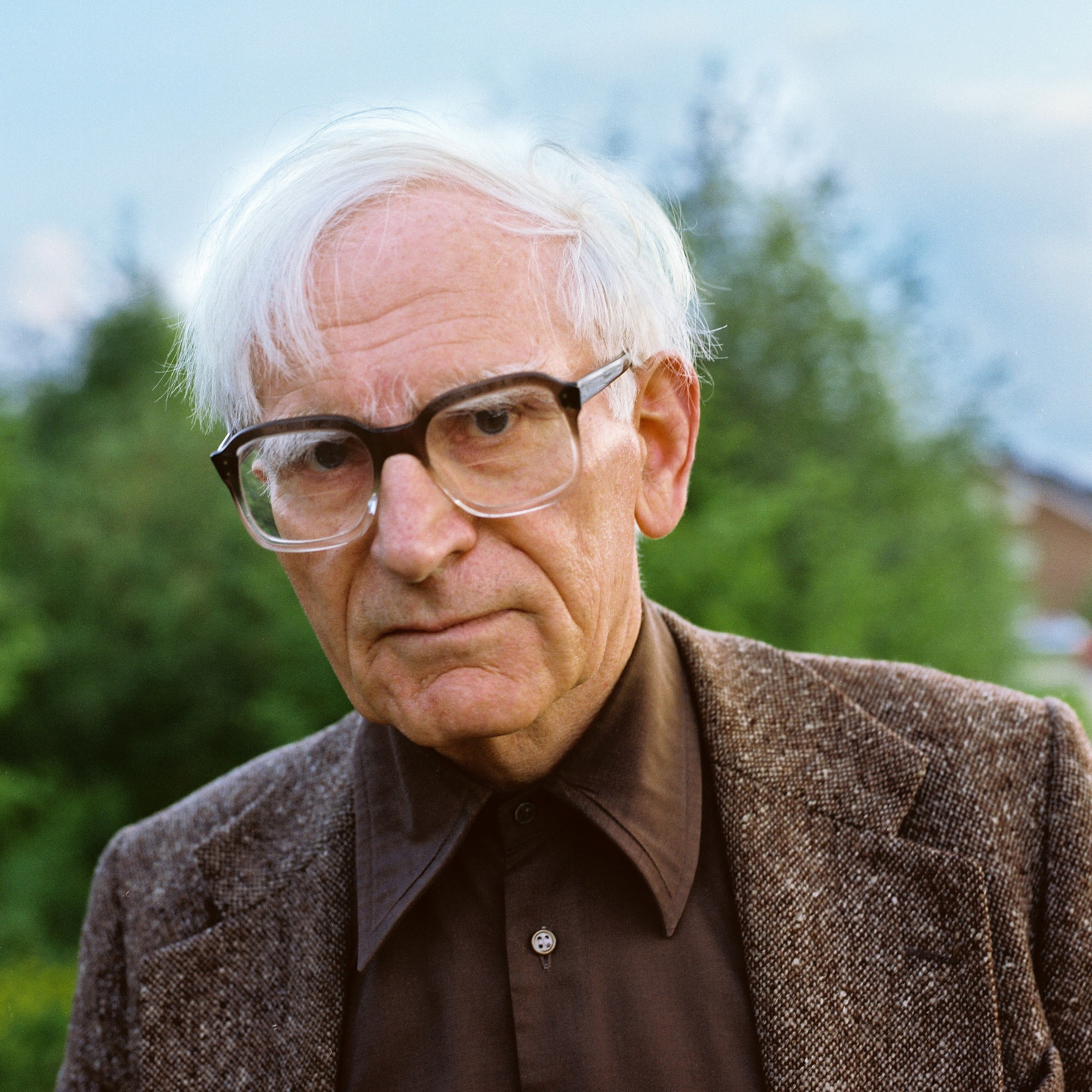
Ignaz Böckenhoff (1990)

Ignaz Böckenhoff (* 27. März 1911 in Raesfeld; † 8. Juli 1994 ebenda) war ein deutscher Fotograf und wurde postum vor allem wegen seiner chronologischen Dokumentation seiner münsterländischen Heimat und der Porträts ihrer Bewohner überregional bekannt.

## Leben
Geboren als sechstes Kind eines Bauern, musste sich Böckenhoff wie damals üblich für einen nichtlandwirtschaftlichen Beruf entscheiden und besuchte die Rektoratsschule in Borken. Die Ausbildung dort brach er jedoch kurz darauf wieder ab und arbeitete danach auf dem elterlichen Bauernhof. 1926 kaufte er sich seine erste Plattenkamera, eine Ihagee 9x12 und richtete sich auf dem Hof eine eigene Dunkelkammer ein. 1937 erstand er eine Rolleiflex 6x6, kurz darauf eine Leica, die ihn fortan begleitete.
Von 1939 bis 1942 waren die gesellschaftlichen Veränderungen durch das NS-Regime in seiner Heimat sein Hauptthema; er selbst trat nie einer Parteiorganisation der NSDAP bei. 1942 wurde Böckenhoff zum Kriegsdienst eingezogen und arbeitete in Griechenland auch in einer Bildstelle. Bei Kriegsende dokumentierte er als Bildberichterstatter den Rückzug seiner Einheit von Athen bis Sarajevo, seine Kamera und die Filme gingen aber vor seiner Gefangennahme bereits durch Diebstahl verloren. Sein Archiv wurde beim Einmarsch britischer Truppen 1945 in Raesfeld in Mitleidenschaft gezogen. Er vernichtete allerdings später auch einen Teil selbst, weil er die Aufnahmen aus dem nationalsozialistischen Alltagsleben des Dorfes als zu kompromittierend empfand.
1948 wurde er aus jugoslawischer Kriegsgefangenschaft entlassen, und obwohl bis auf eine von der Schwester versteckte Rolleiflex seine gesamte Fotoausrüstung beschlagnahmt oder zerstört war, wählte er weiterhin den Beruf des Fotografen. Wegen seiner fatalistischen und unsicheren Lebensplanung blieb Böckenhoff Zeit seines Lebens in wirtschaftlich unsicheren Verhältnissen, was ihm in seinem Heimatdorf eine gewissen Ruf einbrachte: Er galt als Sonderling und Einzelgänger, war unverheiratet und geschäftlich unbegabt.

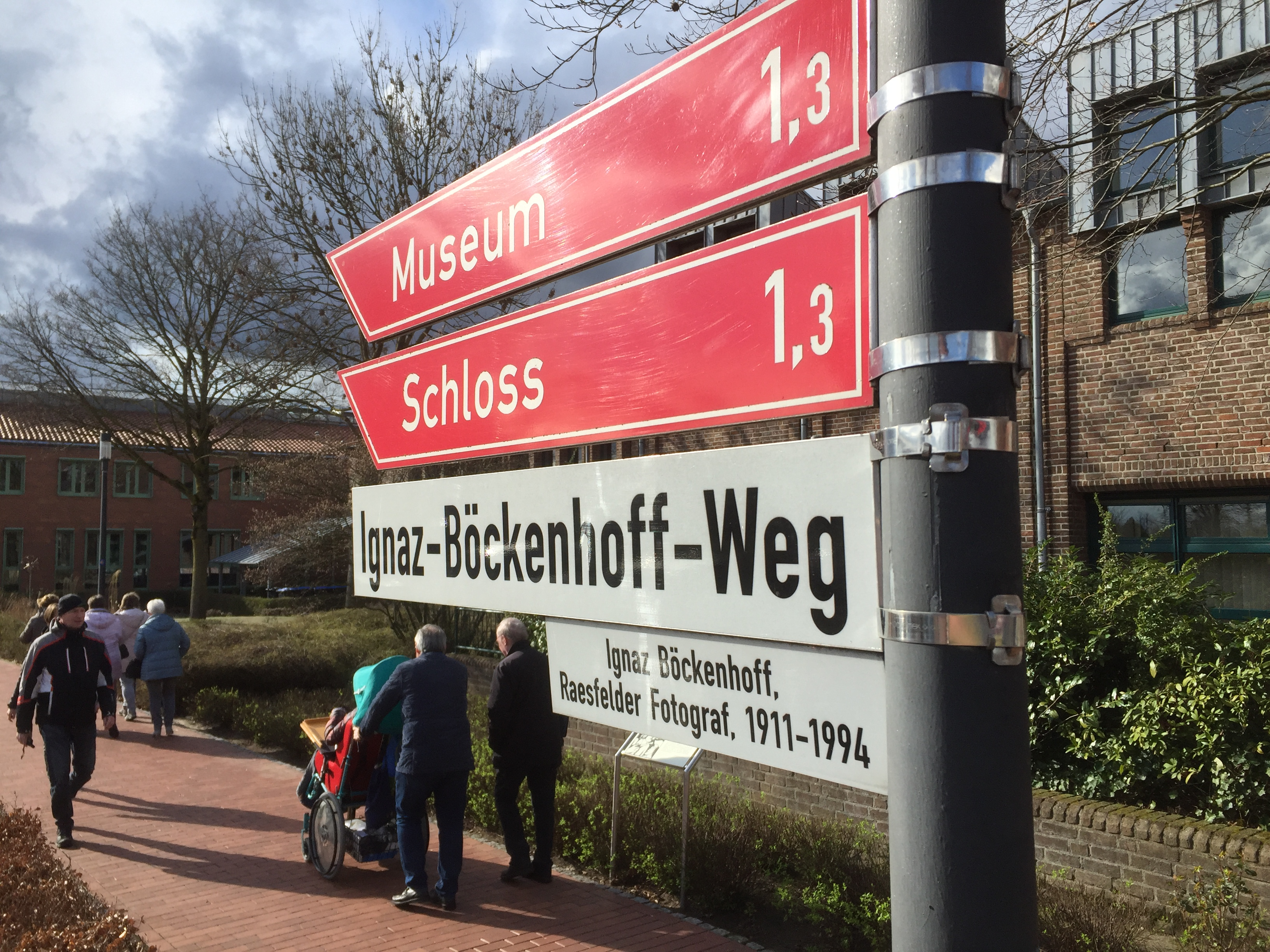
Ignaz-Böckenhoff-Weg in Raesfeld

1950 hatte er seine einzige Ausstellung mit dem Heimatverein Raesfeld realisiert. 1961 veranlasste eine Krankheit Böckenhoff, sich um materielle Dinge, wie Sozialversicherungen, zu kümmern, sodass er eine Tätigkeit als Zeitungsbote annahm.
Spät ehrte ihn seine Gemeinde mit einer Ausstellung im Jahre 1989. Durch die Initiative dreier junger Leute wurde ein Katalog zu dieser Ausstellung veröffentlicht, die das Werk Böckenhoffs erstmals einem breiten Publikum bekannt machte. Anfang der 1990er Jahre zwang ihn eine Beinamputation wegen eines zu spät diagnostizierten Diabetes mellitus in den Rollstuhl. Zu diesem Zeitpunkt hatte er aber die Lust am Fotografieren verloren, die immer schnelleren und umfangreichen Veränderungen seines Dorfes überforderten ihn zusehends. Bis zu seinem Tode im Jahr 1994 legte er eine Sammlung mit unzählig vielen fotografischen Dokumenten seiner Heimat an.
2017 benannte die Gemeinde Raesfeld einen Fußgängerweg nach dem Fotografen.

## Werk

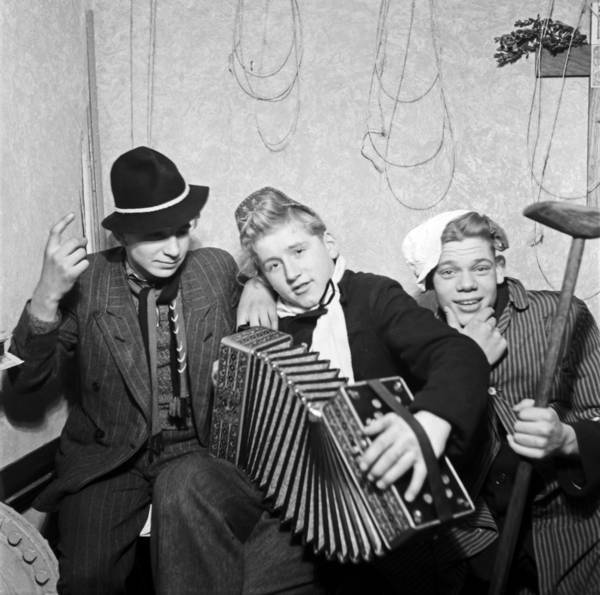
Landjugend-Feier (etwa 1950)

Böckenhoff erlernte die Fotografie nicht als Beruf, sondern war ein reiner Autodidakt ohne eine systematische Ausbildung und Kontakt zu Kollegen, Schulen oder Berufsverbänden, mit denen er sich hätte austauschen können. Sein Leben verbrachte er eher unauffällig, war allerdings ein engagierter und scharfer Beobachter seiner Heimat. Über vierzig Jahre lang dokumentierte er seine nähere Umgebung und deren Bewohner in allen Lebensbereichen und schuf damit eine Chronik in Bildern und ein sehr persönliches, authentisches Porträt der Dorfgesellschaft über mehrere Generationen hinweg. Sie spiegelt das Leben auf dem Lande, die traditionelle Gesellschaftsordnung vor und nach dem Zweiten Weltkrieg wider und dokumentiert den Wandel der Landwirtschaft, die Produktionen der örtlichen Kleinbetriebe und die schleichende Veränderung des Dorflebens in der Zeit des Nationalsozialismus. 
Seine Motive haben einen besonderen Charakter, denn alle Einwohner kannten den Fotografen und ließen ihn als unsichtbaren Beobachter ganz nah an ihrem Leben teilhaben. Wie eines seiner Vorbilder, der Franzose Henri Cartier-Bresson, realisierte Böckenhoff seine Bilder möglichst unauffällig, um die vorgefundene Situation nicht durch das Fotografieren selbst zu stören. Die Fähigkeit, seinen Fotos durch diese Vorgehensweise eine unverwechselbare Spontanität zu verleihen und die Erfassung des alles entscheidenden Augenblicks machen die unverwechselbare Aura seiner Fotos aus.

## Fotografischer Nachlass

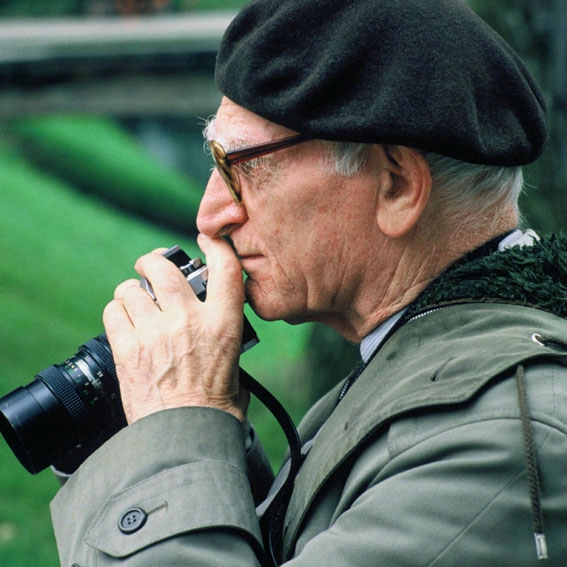
Ignaz Böckenhoff auf Motivsuche

Ignaz Böckenhoff hinterließ bei seinem Tode ein Werk, das über 80.000 Negative umfasste, dessen Wert erst zum Ende seines Lebens langsam erkannt und erst nach seinem Tode gewürdigt wird. Die Gemeinde Raesfeld erwarb den größten Teil dieser Sammlung. Einen kleineren Teil verschenkte der Fotograf zu Lebzeiten an Reinhard G. Nießing, einen Freund und Berufskollegen, von dem auch die Idee stammte, der Gemeinde Raesfeld ein Kaufangebot zu einem dezidierten Kaufpreis zu unterbreiten. Um den umfangreichen Fotoschatz sichten zu lassen, wandte sich die Gemeindeverwaltung an den Landschaftsverband Westfalen-Lippe und dessen Westfälisches Landesmedienzentrum. In einem zweijährigen Projekt erschloss und archivierte die Kunsthistorikerin Ruth Goebel die Negative. 1400 fotogeschichtlich besonders bedeutsame Bilder wurden digitalisiert und in Zusammenarbeit mit der Gemeinde Raesfeld ein Internetauftritt erarbeitet, der diese Bilder für Interessierte zugänglich macht. 
Nach der Ausstellung in Raesfeld im Jahre 1989 erstellte der Landschaftsverband in Zusammenarbeit mit der Gemeinde im Jahre 2003 eine Wanderausstellung, die überregional in den Regionen Ostwestfalen-Lippe, Münsterland, Ruhrgebiet, Weserbergland und Niederrhein zu sehen war. 1989 wurde der Bildband Eine Zeit die war – Photographien aus dem Dorf Raesfeld 1928–1963 im Braus-Verlag und 2002 der Bildband Menschen vom Lande – Ignaz Böckenhoff im Klartext-Verlag veröffentlicht. Ab 2013 veröffentlichte das LWL-Medienzentrum für Westfalen eine Serie von Postkarten, fünf jeweils mit Motiven von Böckenhoff. 
Das Umschlagbild des Romans Marie – das Mädchen mit den dunklen Augen stammt aus der Sammlung Böckenhoffs. In vielen Veröffentlichungen wird Bezug auf die Person Ignaz Böckenhoff und seine Werke genommen. In Stephan Selhorsts Werk Gute alte Zeit. Ländliche Erinnerungen aus Westfalen sind drei Fotografien vorhanden: Diamantene Hochzeit, Landpastor Austermann und Zwei Bauern.